# Айтос (община)
Айтос (болг. Община Айтос) — община на юго-востоке Болгарии, входящая в состав Бургасской области. Этимология от греческого «айтос» [αιτος] что означает орёл. На территории общины проживает 35 874 жителя (на 15 мая 2008 года).
Община Айтос расположена на востоке Болгарии, по южному склону Рога Старой Планины и долине реки Айтоска. Граничит со следующими общинами:
- на севере — с общиной Руен,
- на западе — с общиной Карнобат,
- на юге и юго-востоке — с общиной Бургас и
- на востоке — с общиной Поморие.

Кмет (мэр) общины Айтос — Евгений Стоянов Врабчев (Болгарская социалистическая партия (БСП)) по результатам выборов.

## История
В ходе Русско-турецкой войны 1828-1829 гг. Айтос (в то время - Айдос) был взят русскими войсками, под командованием графа Дибича, 13 июля 1829 г. Число русских войск — 5 тысяч человек при 4 орудиях, турецких войск — 9 тысяч человек при 4 орудиях.
В 1850-х годах в Айтосе часто бывал Садык-паша Чайковский — политический фантазёр, страстный охотник и вдумчивый натуралист. В мемуарах и беллетристике Садык-паши не раз упоминается община Айтос. Он высоко оценил изобилие и разнообразие айтосских птиц.
После освобождения в 1877-1878 гг. основного массива Болгарских земель, Рог Старой Планины вошёл в состав Восточной Румелии, искусственного государственного образования. В 1883 году здесь была сформирована 11-я Айтоская дружина милиции Восточной Румелии (командир — майор Сава Муткуров). В 1885 году, при активном участии Айтоской дружины, Восточная Румелия вошла в состав Болгарского княжества. В 1893 году поголовно выселились из общины Айтос жители татарского села Татар-ени-махле (село запустело). В 1914 году в общину Айтос переселилось много малоазийских болгар.

## Населённые пункты общины Айтос
Города выделены жирным шрифтом
1. Айтос
2. Дрянковец
3. Зетёво
4. Карагеоргиево
5. Караново
6. Лясково
7. Малка-Поляна
8. Мыглен
9. Пештерско
10. Пирне
11. Поляново
12. Раклиново
13. Сыдиево
14. Тополица
15. Черна-Могила
16. Черноград
17. Чукарка